# Daniele Scarpa
Daniele Scarpa (* 3. Januar 1964 in Venedig) ist ein ehemaliger italienischer Kanute.

## Erfolge
Daniele Scarpa, der für die G.S. Fiamme Oro der Polizia di Stato startete, nahm viermal an Olympischen Spielen teil. In allen neun Wettbewerben, in denen er antrat, erreichte er dabei den Endlauf. Sein Olympiadebüt gab er 1984 in Los Angeles in gleich drei Wettkämpfen. Im Einer-Kajak über 500 Meter belegte er den sechsten Platz, während er mit Francesco Uberti im Zweier-Kajak knapp einen Medaillengewinn über 500 Meter verpasste, als die beiden Vierte wurden. Sie mussten sich um neun Hundertstelsekunden den drittplatzierten Kanadiern Alwyn Morris und Hugh Fisher geschlagen geben. Auf der 1000-Meter-Distanz wurden Scarpa und Uberti Sechste. Bei den Olympischen Spielen 1988 in Seoul belegte er mit Beniamino Bonomi im Zweier-Kajak über 500 Meter den neunten Platz. Mit dem Vierer-Kajak wurde er auf der 1000-Meter-Strecke Siebter. 
Vier Jahre darauf trat Scarpa in Barcelona zunächst im Einer-Kajak an, mit dem er das Finale über 500 Meter auf Rang sieben beendete. Zusammen mit Paolo Luschi schloss er den Wettbewerb im Zweier-Kajak über 1000 Meter auf dem fünften Platz ab. Sehr erfolgreich verliefen für ihn die Olympischen Spiele 1996 in Atlanta: Eine Silbermedaille sicherte er sich mit Beniamino Bonomi im Zweier-Kajak über 500 Meter. Sie gewannen zwar ihren Vor- und Halbfinallauf, unterlagen aber im Fotofinish des Endlaufs den Deutschen Kay Bluhm und Torsten Gutsche, die knapp drei Hundertstelsekunden vor den Italienern die Ziellinie überquerten. Im Wettbewerb über 1000 Meter war Antonio Rossi Scarpas Partner. Dabei gewannen sie nicht nur ebenfalls ihren Vor- und ihren Halbfinallauf, sondern auch den Endlauf. Nach 3:09,190 Minuten wurden sie vor Kay Bluhm und Torsten Gutsche sowie Andrian Duschew und Milko Kasanow aus Bulgarien Olympiasieger.
Weitere Erfolge gelangen Scarpa auch bei Weltmeisterschaften. 1985 belegte er in Mechelen mit Francesco Uberti im Zweier-Kajak über 10.000 Meter den dritten Platz. Sowohl 1993 in Kopenhagen als auch 1994 in Mexiko-Stadt gewann er mit Antonio Rossi im Zweier-Kajak über 1000 Meter jeweils die Silbermedaille. In Duisburg wurde er ein Jahr darauf im Zweier-Kajak mit Beniamino Bonomi über 500 Meter ebenso Weltmeister wie mit Antonio Rossi über 1000 Meter. Zwei Goldmedaillen sicherte sich Scarpa 1993 bei den Mittelmeerspielen.
2014 erhielt Scarpa für seine Erfolge im Kanusport das Komturkreuz des Verdienstordens der Italienischen Republik.